# 대중
대중(大衆)은 사회에서 거의 대부분을 차지하는 사람 또는 그에 속한 개인을 가리키는 용어이다. 

## 개요
현재 대중으로서 제기되는 문제는 평민으로서의 ‘대중’으로 그것은 민중에 비하여 보다 수동적·비합리적 요소를 내포하고 있고, 더욱이 그 평민으로서의 대중의 문제성은 시민적 데모크라시의 위기와 불가분의 관계에 있다. 즉 데모크라시의 기초인 이성과 토론을 불가능하게 하는 정치에 있어서의 비합리적 요소를 사상가는 군중 속에서 발견하였다. 자본가는 경영에 불만을 갖고 반발하는 노동자를, 정치인는 새로이 선거권을 획득한 유권자를 대중이라 생각하고, 혁명가는 프롤레타리아 속에서 미래를 형성하는 에너지를 발견하였다. 대중문화란 고급문화에 대립될 때 '대량 생산된 질 낮은 연예인 문화'라는 의미를 지니며, 민속문화와 대비될 때는 '현대적인 매스미디어에 의해 상품화되어 소비되는 문화'라는 뜻이다.
이와 같이 대중은 뚜렷한 내용을 갖고 있지 않으나 여하튼 지금까지의 정치의 회전에 동요를 가져오는 어떤 사회적 변용을 가리키는 것이다. 귀스타브 르 봉은 일찍이 군중의 폭발적인 비합리성·망동성(妄動性)·경신성(輕信性)을 지적하여 민주주의의 적이라고 규정하였으나, 현대에서는 일시적·부분적·자연발생적인 것은 아니고 국가만한 크기의 형태에서 계획적·지속적으로 군중이 생산된다. 말하자면, 대중은 군중의 기구적인 대량생산이라고도 할 수가 있다.